# Valrhona
Valrhona (benannt nach dem Rhonetal, vallée du Rhône) ist ein mittelständischer Hersteller von Kakaoerzeugnissen wie Tafelschokolade, Kuvertüre und Pralinen, darunter sortenreine Tafelschokoladen aus bestimmten Kakaoanbaugebieten mit Jahrgangsangaben („Chocolats de Domaine“). Seit 1984 gehört das Unternehmen zu Savencia, einem französischen Milchindustriekonzern.
Das im französischen Tain-l’Hermitage im Département Drôme ansässige Unternehmen wurde 1922 vom Konditor Alberic Guironnet als „Chocolaterie du Vivarais“ gegründet. In 1939 übernahm Alber Gonnet die Firma, nachdem Guironnet gestorben war und nannte sie in „La Chocolaterie Gonnet“ um. Erst in 1947 erhielt das Unternehmen dann den Namen „Valrhona“. Es liefert seine Produkte nur an ausgesuchte Feinkostläden, Restaurants und Konditoreien. Rund die Hälfte der Produktion wird exportiert.
Nach eigenen Angaben hat Valrhona 1000 Mitarbeiter, davon 10 % außerhalb Frankreichs (Stand August 2016). Societé.com gibt 250–499 in 2018 an.
Die Gesellschaftsform ist eine „Société par actions simplifiée à associé unique“, Gründungsdatum: 1. Januar 1954, mit einem Gesellschaftskapital von 1.539.990,00 €. Das Unternehmen betreibt zudem eine Schokoladenerlebniswelt namens Cité du chocolat Valrhona.